# Aire River
Aire River är ett vattendrag i Australien. Det ligger i delstaten Victoria, omkring 170 kilometer sydväst om delstatshuvudstaden Melbourne.
I omgivningarna runt Aire River växer i huvudsak städsegrön lövskog. Genomsnittlig årsnederbörd är 1 081 millimeter. Den regnigaste månaden är juni, med i genomsnitt 140 mm nederbörd, och den torraste är februari, med 29 mm nederbörd.